# Piero Operto
Piero Operto (né le 20 décembre 1926 à Turin et mort le 4 mai 1949 à Superga) était un footballeur italien des années 1940.

## Biographie
Piero Operto évolua comme défenseur. Il commença sa carrière au FBC 1909 Monferrato Casale, club de troisième division italienne, jusqu'en 1948. En deux saisons, il joua 71 matchs pour quatre buts inscrits. Puis en 1948, il signa au Torino FC. Mais venant d'un club de division inférieure, il joua avec la réserve, néanmoins il joua onze matchs avec l'équipe première, mais il fut tué dans le crash de l'avion le 4 mai 1949 à Superga. Il remporta à titre posthume le championnat italien en 1949, avec le Torino FC, son seul titre remporté.

## Clubs
- 1946-1948 :  Casale FBC
- 1948-1949 :  AC Torino

## Palmarès
- Championnat d'Italie de football
  - Champion en 1949 (à titre posthume)